# Gnamptogenys porcata
Gnamptogenys porcata är en myrart som först beskrevs av Carlo Emery 1896.  Gnamptogenys porcata ingår i släktet Gnamptogenys och familjen myror. Inga underarter finns listade i Catalogue of Life.

## Bildgalleri

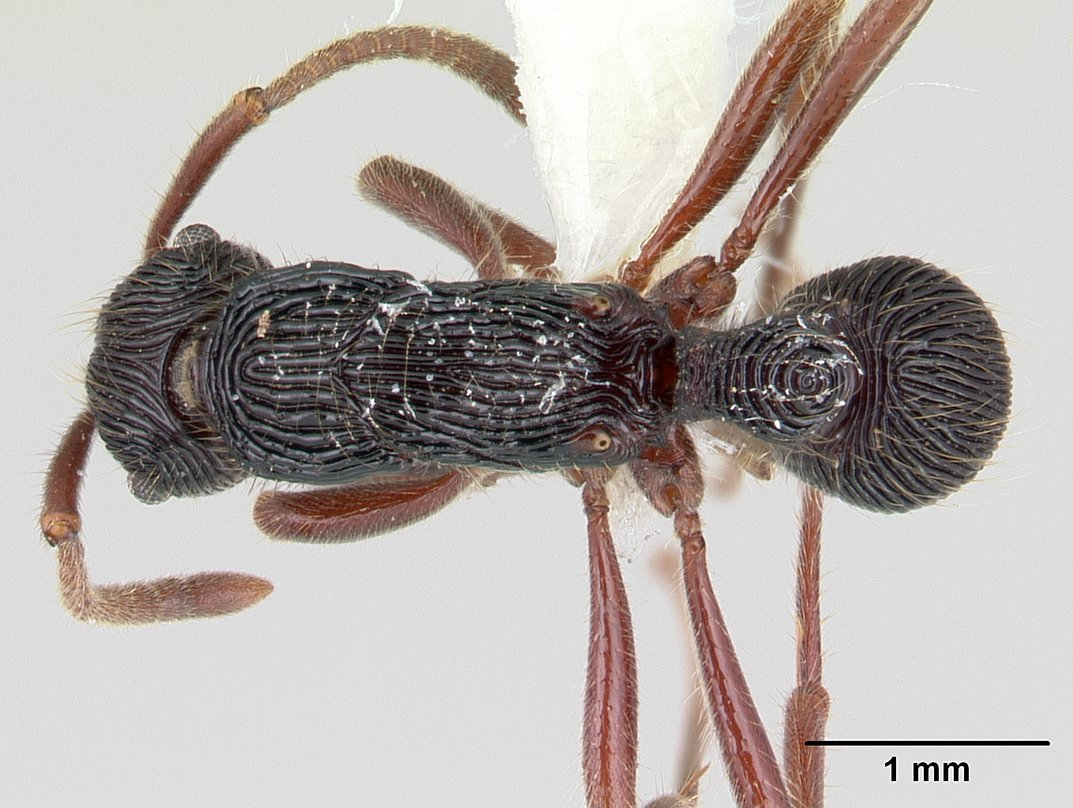
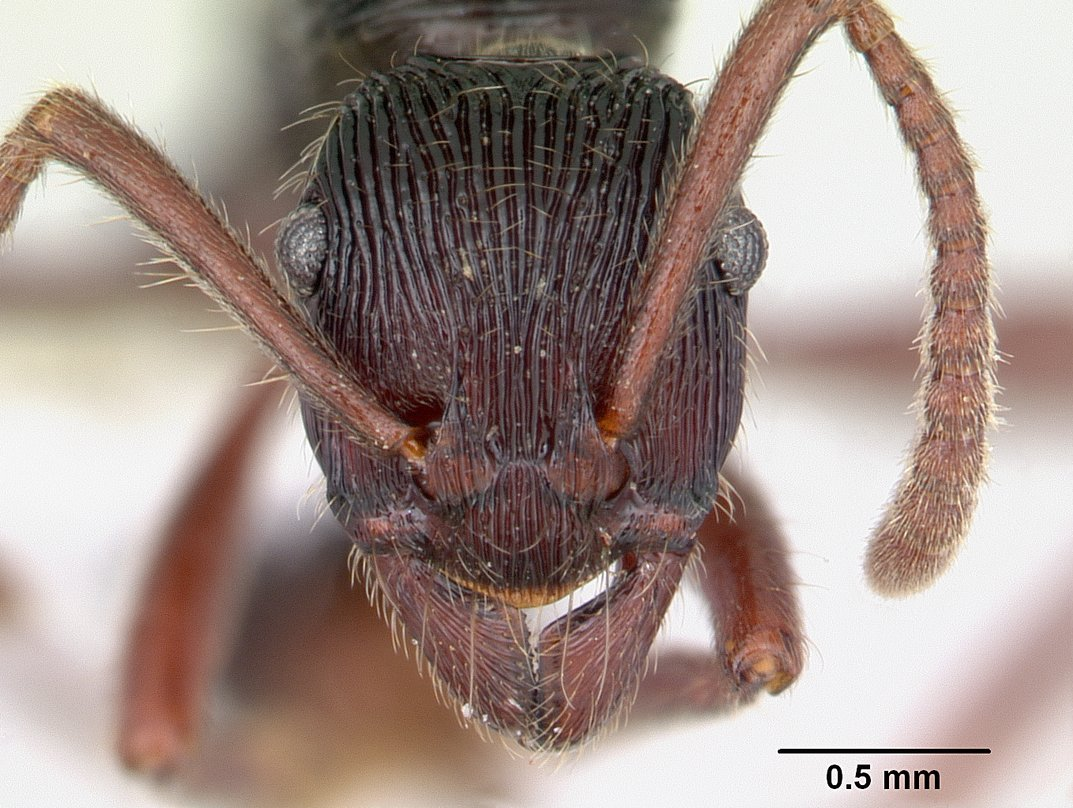
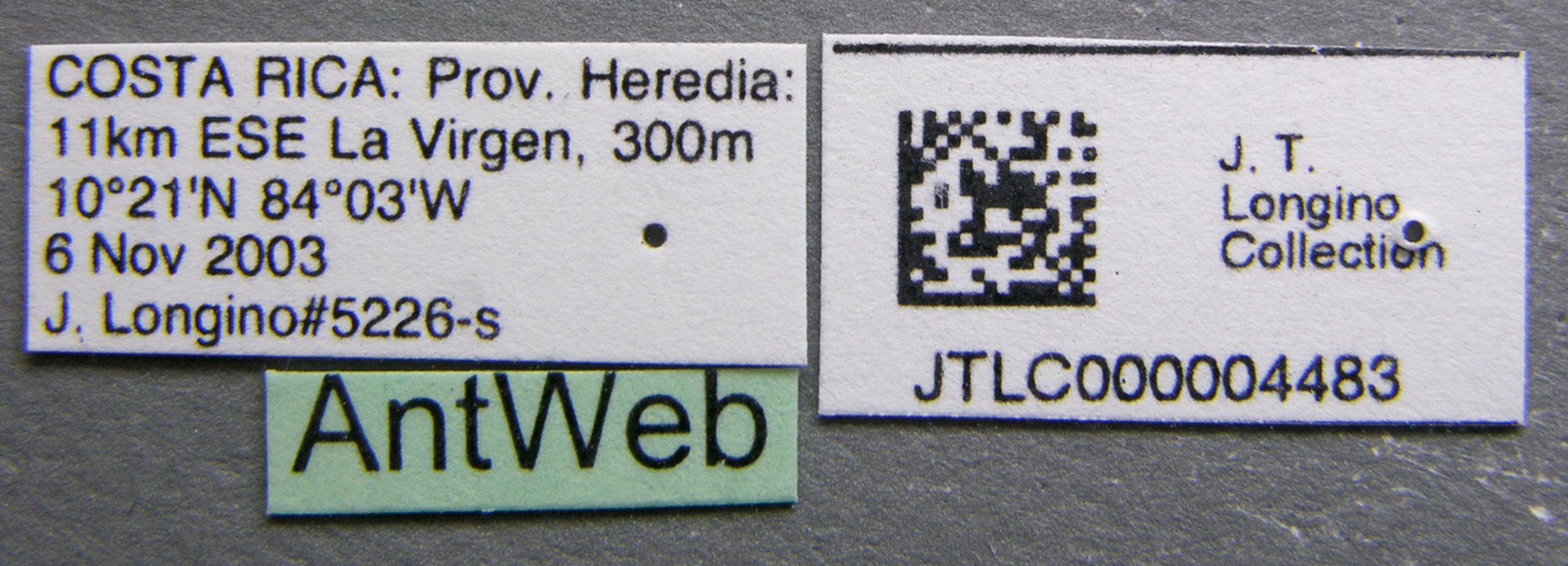
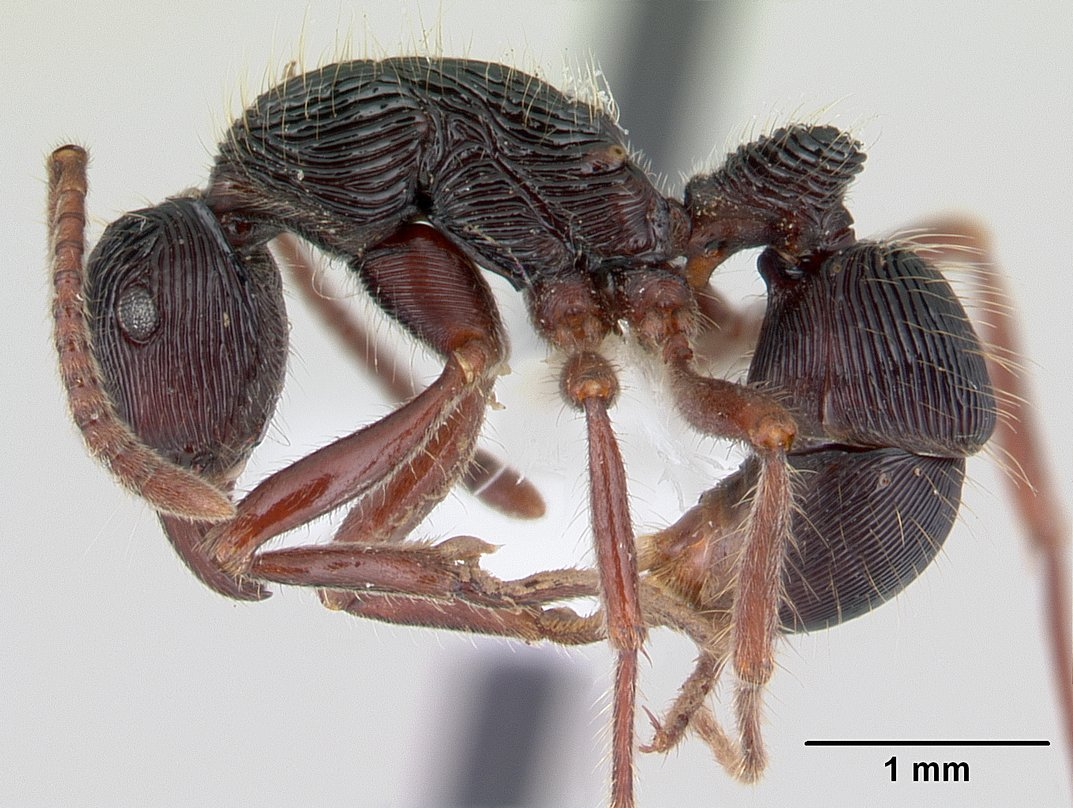